# Ковачеви из Коретишта
Ковачеви из Коретишта су један од најбројнијих родова у Косовском Поморављу. По свом предању, које је записао и Атанасије Урошевић, основали су село Коретиште у другој половини 17. века (између 1650–1689), у којем се једна махала по њима зове – Ковачева махала. Презиме им је по томе што су им преци до око 1890. године били ковачи. Крсна слава им је Свети Никола.

## Порекло
Пореклом су из околине Прилепа.
Атанасије Урошевић у књизи „Горња Морава и Изморник“ из 1935. године, у делу за село Коретиште, забележио је о Ковачевима следеће: „Ковачеви (17 к., Св. Никола), досељени из прилепског краја у Македонији, где су били врло богати и имали воденицу „од девет витла“ Турци им дођу по жене, ови их опију и побију, па са магарцима побегну. Прво се настанили у Кметовцу, па прешли у Станишору и најзад наиђу овде на добру воду и оснују ово село у другој половини 17. века.“.
Такође је забележио и: „Најстарији род у селу, Ковачеви, приликом досељавања није затекао село, већ га је наново подигао, ма да је на „Селишту“ пре тога постојало неко насеље. Садашње село основано је када у околини није никако било Турака и Арбанаса.“.
Забележио је и: „Пејинци (17 к.), Ђуринци (12 к.) и Ђокинци (6 к.), сви славе Св. Николу. Ова су три рода постала од једног пасторка у роду Ковачевих, кога је као сина довела нека жена „вртенарка“, „бугарка“, „мечкарка“ из Македоније.“.
У делу за село Ранилуг, забележио је: „Танасковићи (23 к., Св. Никола), сродници Ковачевих у Коретишту, па им је и старина иста (прилепски крај).“.
У књизи „Гњилане“ из 1932. године, забележио је следеће: „Поред коларства које су завели досељени сељаци из околине, ужарства које су завели досељеници из изморничких села, затим коваштва које су обављали Срби Ковачевићи из суседног села Коретишта, а које су донели из своје старине — прилепског краја, у Гњилану у ово доба има досељених занатлија из Врања, Приштине, Призрена и Пећи.“.
Такође је забележио и: „Тада су Катанићи досељени из изморничког села Коретишта (даљом старином од Васојевића) и Ковачевићи из суседног села Коретишта (даљом старином од Прилепа). Ово су били најстарији знатнији родови за првих педесет година од постанка садашњег Гњилана.“.
Владимир Цветановић у књизи „Из ономастике Гњилана“ из 1988. године, забележио је следеће: „Ковачевић, четири куће. Доселили се из села Коретишта, а даљом старином су из Прилепа. Слава Свети Никола.“.
Станислав Ц. Којић у књизи „Коретиште и његова традиција“ из 2013. године, у делу за род Ковачеви, забележио је следеће: „Фамилија Ковачеви по казивању Младена Ковачевића (1942) је једна од највећих српска православна фамилија у Косовском Поморављу, која живи у Коретишту и броји око 70 домаћинства. По казивању његових најстаријих предака из ове лозе, сматра се да воде порекло са тромеђе Србије, Црне Горе и Босне и Херцеговине из села Међани у општини Пријепоље. Један од браће је остао у том селу 45 километара источно од Пријепоља. Други брат је отишао на другу локацију на падинама Думљанског брда, са леве стране Лима, где формира насеље Ковачевац, 8 километара јужно од Пријепоља, трећи је отишао у Босну и Херцеговину, а четврти у Македонију у село Селце код Прилепа у подножју Дрен планине. Поуздано се зна да су због зулума од Турака морали да беже из Прилепа, јер су из освете убили неколико Турчина. Турци су им запросили сестру, али су се они послужили лукавством, тако што су прихватили ту просидбу, па кад су дошли по њихову сестру, оставили су их на конак, понапили их и убили, а затим су побегли из прилепског краја, где су иначе били веома богати, јер су у то време имали воденицу од девет витла, за коју кажу да још данас постоји.
Тако су се три брата доселила на Косово и Метохију још 1600. године, живећи у неколико села Косовског Поморавља. Најпре су се населили у Прилепници код Кметовца, која добија име по месту њиховог претходног боравка Прилепу, а након тога, неко време су боравили у Станишору, потом попели су се на брду Глама и осматрали терен, па су одлучили да један од браће насели: Коретиште, други Малишево и трећи се населио у Доњу Мораву. Они су имали и једну сестру коју нису хтели да удају за Турчина. Један од тројице браће се настанио у Коретишту, ту је побо колац и рекао: „Кад се овај колац сам помери са овог места, тад ћу се одавде иселити, јер овде има најбоље воде за живот“. Тако и сада овде живе многобројни чланови ове фамилије Ковачевић. Претпоставља се да је трећи брат, како би заметнуо траг, отишао у регион Доње Мораве и Криве Реке у Панчело (општина Косовска Каменица). Други брат, како би сачувао своју фамилију и своја два брата потурчио се и настанио се у Малишеву недалеко од Гњилана, где и сада живе његови потомци у Жеден махали. То су данашњи Албанци, који такође чине најбројнију и једну од најстаријих фамилија у Малишеву, а њихови преци знају да воде српско порекло, само што у новије време њихови потомци избегавају да признају ту чињеницу, јер су се до 1980-их дружили и поштовали, чак су Ковачеве позивали на своје свадбе. Сабрија механичар из Малишева има икону и крст у својој кући, јер није крио своје порекло ни од самог хоџе. Ови Албанци из Малишева су звали Ковачеве у Коретишту „рођо“. За живота Хамита Бејте из Малишева, који је био повереник у Дуванском комбинату у Гњилану, он и његови синови су много поштовали своје рођаке Ковачеве у Коретишту. Иначе, још 1953. године Младену Ковачевићу је један од потомака ове лозе из Малишева рекао да има српско порекло и да су рођаци приликом сусрета код извора на Буљином потоку. Један од потомака из ове лозе у Малишеву, који се звао Реџа, до касно је редовно долазио на весеља и за разне позајмице у Коретиште код својих рођака. Амит из Малишево је својевремено тврдио да његови воде порекло од Србе из рода Ковачевића, по казивању његових предака, у ранијем дружењу са Милорадом Ковачевићем из Коретишта.
Презиме Ковачевић је повезано са занатом којим су се својевремено бавили преци ове бројне фамилије. Чак је ово презиме врло често у свету, преведено и на друге језике са истим значењем и везано је за занимање. По једном предању првом Ковачевићу који се доселио у Коретиште умрла је жена са којом је имао малу децу. Трагајући за женом која би могла да му однегује децу, он се оженио женом тамније пути Махмудијом, која је као мечкарка долазила у ове крајеве и са њом је изродио још деце. Претпоставља се да су на тај начин настали данашњи Пењци, Ђуринци, Ђокинци који имају заједничко имање са Ковачевићима, где обрађују скоро једну трећини земљишта и по том основу су у сродству са Ковачевићима, од потомка Угрина, у чијем се власништву налазе две трећине земљишта ове лозе. Ту постоје спорења између ове четири фамилије, чији су потомци од Мухмудије, док нико не негира да је било њених потомака, али сви сматрају да су из друге породице њени потомци, а не из њихове.
Након ослобођења од Турака и у наредним ратовима, а касније у потрази за бољим животом, због сиромаштва, фамилија Ковачевић се осипа. Многи одлазе у разне градове широм Србије, посебно у Београд, Смедерево и Ниш или у иностранство, нарочито у Швајцарску и Немачку у периоду 1980–2000. године. Своја имања у Коретишту продају Албанцима, али још увек обрађују земљиште од неколико десетина хектара.
По обичају, Ковачевићи су породично сахрањивани у једно или више гробова, о чему сведоче многи трагови на сеоском гробљу у Коретишту. Ковачеви сви славе Св. Николу.
Никад није поуздано утврђено како се звао први Ковачевић који се доселио у региону Косовског Поморавља. По казивању старијих предака, формиран је овај род, у чијем се самом корену породичног стабла налази најстарији предак Угрин, по предањима у фамилији Ковачевић, док се женска лоза није пратила. Угрин је имао сина Ивка који је имао две жене. Са првом женом је имао синове Саву и Паву, а са другом женом Јована и Николу.
... (родослов)“

## Предање
По предању била су три брата. Бежећи од турског зулума дошли су у Косовско Поморавље. Један се настанио у Коретишту, један се поарбанасио и прешао у ислам и данас та албанска фамилија, Кћику (алб. Kqiku), живи у селу Малишеву код Гњилана. За трећег се верује да се настанио на подручју Доње Мораве, али његови потомци не носе презиме Ковачевић.

## Познати Ковачеви
- Трајко Ковачевић (1862–1925), протојереј и учитељ
- Зоран Ковачевић (1968–), протојереј